# 青木美保 (競輪選手)
青木 美保（あおき みほ、1997年10月22日 - ）は、埼玉県出身の女子競輪選手。日本競輪選手会埼玉支部所属、ホームバンクは西武園競輪場。日本競輪選手養成所第118期生。師匠は茨木基成（60期）。父は元競輪選手の青木健悟（56期）、母方の祖父は元競輪選手の齋藤正夫（4期）。

## 経歴
124期の五味田奈穂は中学校の同級生であり、誕生日も近いが、五味田によると「（五味田は陸上競技部だったこともあり）中学時代は殆ど喋ったことはなかった」とのこと。
学生時代はバレーボールに打ち込んでいた。高校2年生の時、元競輪選手の父に勧められガールズサマーキャンプに参加。努力次第で強くなれることに魅力を感じ選手を目指したという。
2019年1月17日、競輪学校第118回適性試験に合格。在校競走成績は11位（7勝）。卒業記念レースは4着。
2020年5月15日、広島競輪場でデビューし1着、初勝利を挙げた。
2022年5月14日、和歌山FIで初優勝。